# Fiat G.12
Fiat G.12 là một loại máy bay vận tải của Ý trong Chiến tranh thế giới II.

## Biến thể
G.12C
G.12 Gondar
G.12GA
G.12RT
G.12RTbis
G.12T
G.12CA
G.12L
G.12LA
G.12LB
G.12LP

## Quốc gia sử dụng
Quân sự
 Germany
- Luftwaffe

 Hungary
- Không quân Hoàng gia Hungary

 Italy
- Regia Aeronautica

## Tính năng kỹ chiến thuật
Dữ liệu lấy từ World Encyclopedia of Military Aircraft 
Đặc điểm tổng quát
- Kíp lái: 4
- Sức chứa: 14 lính hoặc 24 hành khách
- Chiều dài: 20,10 m (65 ft 11 in)
- Sải cánh: 28,60 m (93 ft 10 in)
- Chiều cao: 4,90 m (16 ft 1 in)
- Diện tích cánh: 113 m² (1.215 sq ft[2])
- Trọng lượng rỗng: 9.420 kg (20.725 lb[2])
- Trọng lượng có tải: 15.000 kg (33.100 lb)
- Động cơ: 3 × Fiat A.74 RC.42, 574 kW (800 hp)  mỗi chiếc

 Hiệu suất bay 
- Vận tốc cực đại: 390 km/h (242 mph) trên độ cao 5,000 m (16,400 ft)
- Vận tốc hành trình: 303 km/h (188 mph[2])
- Tầm bay: 2.300 km (1.430 mi)
- Trần bay: 8.500 m (27.900 ft)

Trang bị vũ khí

- Súng: 2 × Súng máy Breda-SAFAT 7.7 mm (.303 in)